# Nickelodeon Kids’ Choice Awards 2001
14. gala Nickelodeon Kids’ Choice Awards odbyła się 21 kwietnia 2001 roku. Prowadzącą galę była Rosie O’Donnell.

## Prowadząca
Rosie O’Donnell

## Nominacje

### Film

#### Najlepszy aktor
- Jim Carrey (Grinch: Świąt nie będzie) jako Grinch (Zwycięstwo)
- Martin Lawrence (Agent XXL)
- Tom Cruise (Mission: Impossible II)
- Eddie Murphy (Gruby i chudszy 2: Rodzina Klumpów)

#### Najlepsza aktorka
- Drew Barrymore (Aniołki Charliego) (Zwycięstwo)
- Cameron Diaz (Aniołki Charliego)
- Janet Jackson (Gruby i chudszy 2: Rodzina Klumpów)
- Halle Berry (X-Men)

#### Najlepszy dubbing filmu animowanego
- Susan Sarandon (Coco LaBouche, Pełzaki w Paryżu) (Zwycięstwo)
- Mel Gibson (Rocky, Uciekające kurczaki)
- David Spade (Kuzco, Nowe szaty króla)
- Kevin Kline (Tulio, Droga do El Dorado)

#### Najlepszy film
- Grinch: Świąt nie będzie (Zwycięstwo)
- Agent XXL
- Aniołki Charliego
- Gruby i chudszy 2: Rodzina Klumpów

### Telewizja

#### Najlepsza kreskówka
- Pełzaki (Zwycięstwo)
- Hej Arnold!
- Atomówki
- Simpsonowie

#### Najlepszy aktor telewizyjny
- Carson Daly (Total Request Live) (Zwycięstwo)
- Nick Cannon (All That)
- Drew Carey (The Drew Carey Show)
- Jamie Foxx (The Jamie Foxx Show)

#### Najlepsza aktorka telewizyjna
- Amanda Bynes (Szał na Amandę) (Zwycięstwo)
- Sarah Michelle Gellar (Buffy: Postrach wampirów)
- Brandy Norwood (Moesha)
- Melissa Joan Hart (Sabrina, nastoletnia czarownica jako Sabrina Spellman)

#### Najlepszy serial
- Zwariowany świat Malcolma (Zwycięstwo)
- Siódme niebo
- Przyjaciele
- Sabrina, nastoletnia czarownica

### Pozostałe kategorie

#### Najlepsza gra wideo
- Crash Bash (Zwycięstwo)
- Frogger 2: Swampy Revenge
- Pokémon seria
- Tony Hawk’s Pro Skater 2